# 217 г. пр.н.е.
217 (двеста и седемнадесета) година преди новата ера (пр.н.е.) е година от доюлианския (Помпилийски) римски календар.

## Събития

### В Римската република
- Консули са Гней Сервилий Гемин и Гай Фламиний (за II път).
- 21 юни – в битката при Тразименското езеро Ханибал разбива консулската армия, Фламинин е убит, а десетки хиляди римляни загиват или са пленени.[1]
- Заради тежкото поражение Квинт Фабий Максим e назначен за дикататор, Марк Минуций Руф е направен Началник на конницата, а Марк Атилий Регул става суфектконсул.[1]
- Фабий прилага стратегия на изчакване, избягване на генерални сражения и опити за изтощение на врага станала известна по-късно като Фабиева стратегия.[2] Поради това той получава прозвището Кункатор т.е. Изчакващият.[1]
- Империумът на Фабий и Минуций е изравнен.[2]
- Преустановено е действието на Lex Genucia, който забранява заемането на консулството за втори път в рамките на десет години.[2]
- В Сардиния консулът Гемин иска да му бъдат предоставени хора като заложници и като гаранция за лоялността на населението.[2]

### В Испания
- Римския флот постига победа в близост до устието на река Ебро.[2]
- Гней Корнелий Сципион Калв отплава на юг от Нови Картаген, към него се присъединява и брат му Публий Корнелий Сципион.[2]

### В Гърция
- Филип V Македонски сключва мирен договор с етолийците в Навпакт.[2]

### В Египет
- В битката при Рафия войската на египетския фараон Птолемей IV разбива войската на цар Антиох III, след което е сключен мирен договор. Коилесирия е предадена на Птолемеите, но Антиох запазва град Селевкия Пиерия.[3]

## Родени
- Аристарх Самотракийски, древногръцки граматик и критик (умрял 144 г. пр.н.е.)

## Починали
- Гай Фламиний, консул през тази година